# Tobati
Le tobati, ou yotafa, est une langue austronésienne parlée dans la baie de Jayapura dans la province de Papua, en Indonésie. 
Elle est considérée comme une langue sérieusement en danger par l'atlas des langues en danger.